# Shire of Plantagenet
Shire of Plantagenet is een lokaal bestuursgebied (LGA) in de regio Great Southern in West-Australië. Shire of Plantagenet telde 5.388 inwoners in 2021. De hoofdplaats is Mount Barker.

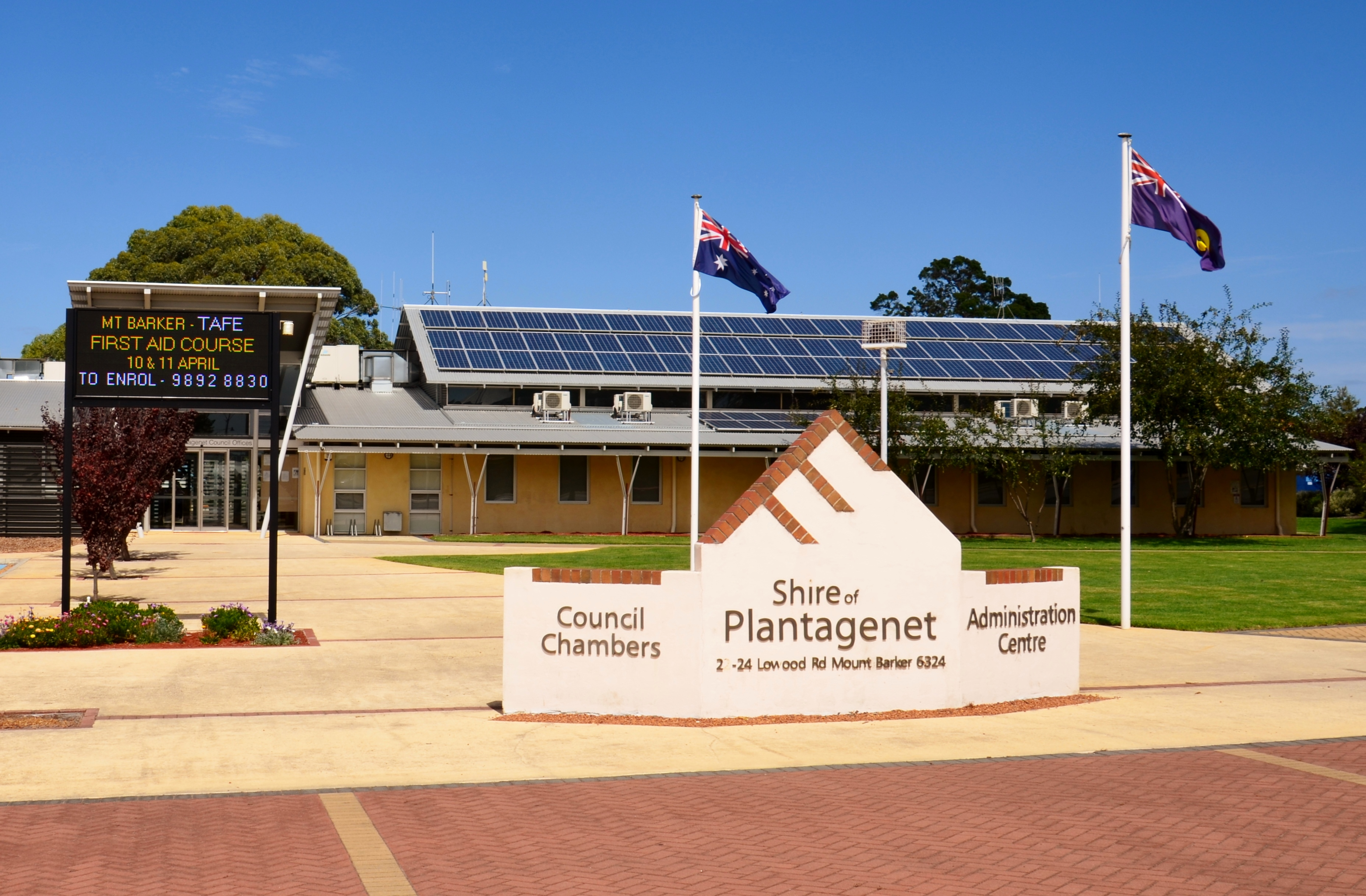
Districtskantoren

## Geschiedenis
Op 25 januari 1871 werd het 'Plantagenet Road District' opgericht. Ten gevolge de 'Local Government Act' van 1960 veranderde het district op 23 juni 1961 van naam en werd de 'Shire of Plantagenet'.

## Beschrijving
Shire of Plantagenet ligt ongeveer 360 kilometer ten zuiden van de West-Australische hoofdstad Perth en 50 kilometer ten noorden van Albany, de hoofdplaats van de regio Great Southern. Het is een landbouwdistrict en heeft een oppervlakte van ongeveer 4.800 km². Er ligt 384 kilometer verharde en 935 kilometer onverharde weg.
Mount Barker is het administratieve en dienstencentrum van het district. Er is een 'Community College' waar basis en secundaire onderwijs wordt verzorgd en een hogere school ('TAFE'). Er is ook een basisschool in Kendenup.
Het district telde 5.388 inwoners in 2021, tegenover 4.484 in 2006.
Het nationaal park Porongurup en het nationaal park Stirling Range maken deel uit van het district.

## Plaatsen, dorpen en lokaliteiten
- Mount Barker
- Denbarker
- Kendenup
- Narrikup
- Perillup
- Porongurup
- Rocky Gully